# Sphaerella cinerascens
Sphaerella cinerascens är en svampart som först beskrevs av Ludwig David von Schweinitz, och fick sitt nu gällande namn av Ludwig David von Schweinitz 1834. Sphaerella cinerascens ingår i släktet Sphaerella och familjen Mycosphaerellaceae.   Inga underarter finns listade i Catalogue of Life.
I den svenska databasen Dyntaxa används istället namnet Mycosphaerella cinerascens för samma taxon.  Arten är reproducerande i Sverige.